# Eurazija (Tisuću devetsto osamdeset četvrta)
Eurazija (engl. Eurasia) jedna je od triju fiktivnih svjetskih supersila u Orwellovu romanu Tisuću devetsto osamdeset četvrtoj. Po navodima romana nastala je tako što je nakon Drugog svjetskog rata Sovjetski Savez anektirao države kontinentalne Europe te tako stvorio jedinstvenu državu od Portugala do Beringova prolaza. Granice države nisu određene s obzirom na to da Eurazija vodi stalni rat s Istazijom za područje Mandžurije i Mongolije koja prelaze iz ruke u ruku. Kao vladajuća ideologija Eurazije navodi se "neoboljševizam".
Eurazija je jedina od stranih država čiji se likovi pojavljuju u romanu i to kao ratni zarobljenici, odnosno kao robovi koje članovi unutarnje partije drže kao sluge. U romanu su u pravilu opisani kao "mongoloidi" ili "Mongoli", iako se povremeno spominju slavenska imena.